# تنها بمیر
تنها بمیر (به انگلیسی: Die Alone) فیلمی محصول سال ۲۰۲۴ و به کارگردانی لوول دین است. در این فیلم بازیگرانی همچون کری-ان ماس، داگلاس اسمیت و فرانک گریلو ایفای نقش کرده‌اند.